# عمر خريستو (فلم)
النوع: إثارة، تشويق، وأكشن، مع بُعد وطني حول مكافحة الإرهاب
موعد العرض الرسمي كان : قد بدأ عرضه في مصر يوم 2 يناير 2019، بعد عرض خاص في 26 ديسمبر 2018 
مشاركته في مهرجان: شارك في الدورة الـ34 من مهرجان الإسكندرية السينمائي لدول البحر المتوسط أكتوبر 2018 مع ندوة عرض للفيلم
قصة الفيلم

تحكي القصة حكاية عمر خريستو (عاطف عبد اللطيف)، قبطان بحري مرهف الأحاسيس، يفقد زوجته فتنهار حياته ويقع في براثن الإدمان. تتعقد الأحداث حين تُجند منظمة إرهابية علاقاته ومهاراته لخطة تفجير في سيناء، مقابل تهديد ابنة عمر، فتتشابك خيوط الخيانة والخداع بين بيروت ومصر، ويُختبر عمر في مواجهة التحدي الأكبر: إنقاذ ابنته مقابل حفظ كرامته وواجبه الوطني
طاقم العمل

البطولة: لطفي لبيب، عاطف عبد اللطيف، دومينيك حوراني، سامي مغاوري، أحمد التهامي، ياسر الطوبجي، عماد رشاد، مارتينا عادل، يسرا المسعودي، زينب عبدالوهاب، محمود تركي، أحمد السلكاوي، أحمد باجيو 
الكتابة:

```
قصة عاطف عبد اللطيف، سيناريو وحوار جوزيف فوزي
```

الإخراج والإنتاج الفني: 

إخراج سيف يوسف، إنتاج شركة ترافلرز ميديا بالشراكة مع KingSet السورية، مدير تصوير مايكل جورجي، مونتاج سامح ماهر، موسيقى كريم عرفة، صناعة المشهد تامر إسماعيل
الأداء في شباك التذاكر

الإيرادات: بعد أسبوعين من طرحه، بلغت إيراداته حوالي 457 ألف جنيه مصري، مع انخفاض ملحوظ بدءًا من الأسبوع الثاني
المقارنة:

```
ظهر ضمن موسم مزدحم بعدد من العناوين السينمائية مثل "122"، "نادي الرجال السري"، و"البدلة"، ولكنه لم يحقق نتائج كبيرة
```